# William Gibbons
William Gibbons (Contea di Charleston, 8 aprile 1726 – Savannah, 27 settembre 1800) è stato un rivoluzionario e politico statunitense.

## Biografia
Era nativo della Carolina del Sud, dove compì gli studi di legge e divenne avvocato. Decise infine di trasferirsi nella nuova colonia della Georgia, aprendo uno studio legale a Savannah e divenendo anche proprietario terriero con schiavi.
Al montare del sentimento rivoluzionario nelle Tredici Colonie fu uno dei principali agitatori anti-britannici in Georgia, unendosi ai Sons of Liberty e conducendo assieme al futuro genero e governatore della Georgia Edward Telfair una razzia ai magazzini di Savannah l'11 maggio 1775, dove rubarono 600 libbre di polvere da sparo da destinare alla causa rivoluzionaria. Entrato nel governo rivoluzionario, ricoprì vari ruoli amministrativi e nel 1784 fu delegato per la Georgia al Congresso della confederazione, l'organo che allora governava i neonati Stati Uniti in attesa delle prime elezioni presidenziali.
Servì inoltre a più riprese nell'Assemblea georgiana, venendone eletto speaker in varie occasioni. Morì infine in età avanzata nel 1800 nella sua piantagione. Sua figlia Sarah aveva sposato il politico Edward Telfair, dando origine ad una delle famiglie più ricche e potenti della Georgia, estintasi con sua nipote Mary Telfair un secolo più tardi.